# 김상만 (1957년)
김상만은 강원특별자치도 인제군의 인제군의회 의원이다.

## 학력
- 동우대학교 복지행정학부 졸업

## 경력
- (전) 제5대 인제군의회 의원
- (전) 인제군생활축구연합회장

## 역대 선거결과
|  | 14.45% |

|  | 12.71% |

|  | 25.59% |

|  | 4.68% |